# Epharmottomena nana
Epharmottomena nana là một loài bướm đêm trong họ Noctuidae.